# 穆里亚埃河畔拉日
穆里亚埃河畔拉日是巴西里约热内卢州的一个市镇。总面积250.518平方公里，总人口8238人，人口密度32.9人/平方公里。